# Borsuczyno (rejon postawski)
Borsuczyno – dawny folwark. Tereny na których leżało znajdują się obecnie na Białorusi, w obwodzie witebskim, w rejonie postawskim, w sielsowiecie Woropajewo.

## Historia
W czasach zaborów w granicach Imperium Rosyjskiego.
W dwudziestoleciu międzywojennym zaścianek a następnie folwark leżał w Polsce, w województwie wileńskim, w powiecie duniłowickim (od 1926 postawskim), w gminie Łuczaj
Według Powszechnego Spisu Ludności z 1921 roku zamieszkiwało tu 10 osób, 9 było wyznania rzymskokatolickiego a 1 prawosławnego. Jednocześnie wszyscy mieszkańcy zadeklarowali polską przynależność narodową. Był tu 1 budynek mieszkalny. W 1931 w 1 domu zamieszkiwało 9 osób.
Miejscowość należała do parafii rzymskokatolickiej w Duniłowiczach. Podlegała pod Sąd Grodzki w Postawach i Okręgowy w Wilnie; właściwy urząd pocztowy mieścił się w m. Łuczaj.
W 1938 roku miejscowość należała do gromady Ciuńce gminy Łuczaj.